# Rathaus zwischen den Städten (Warburg)

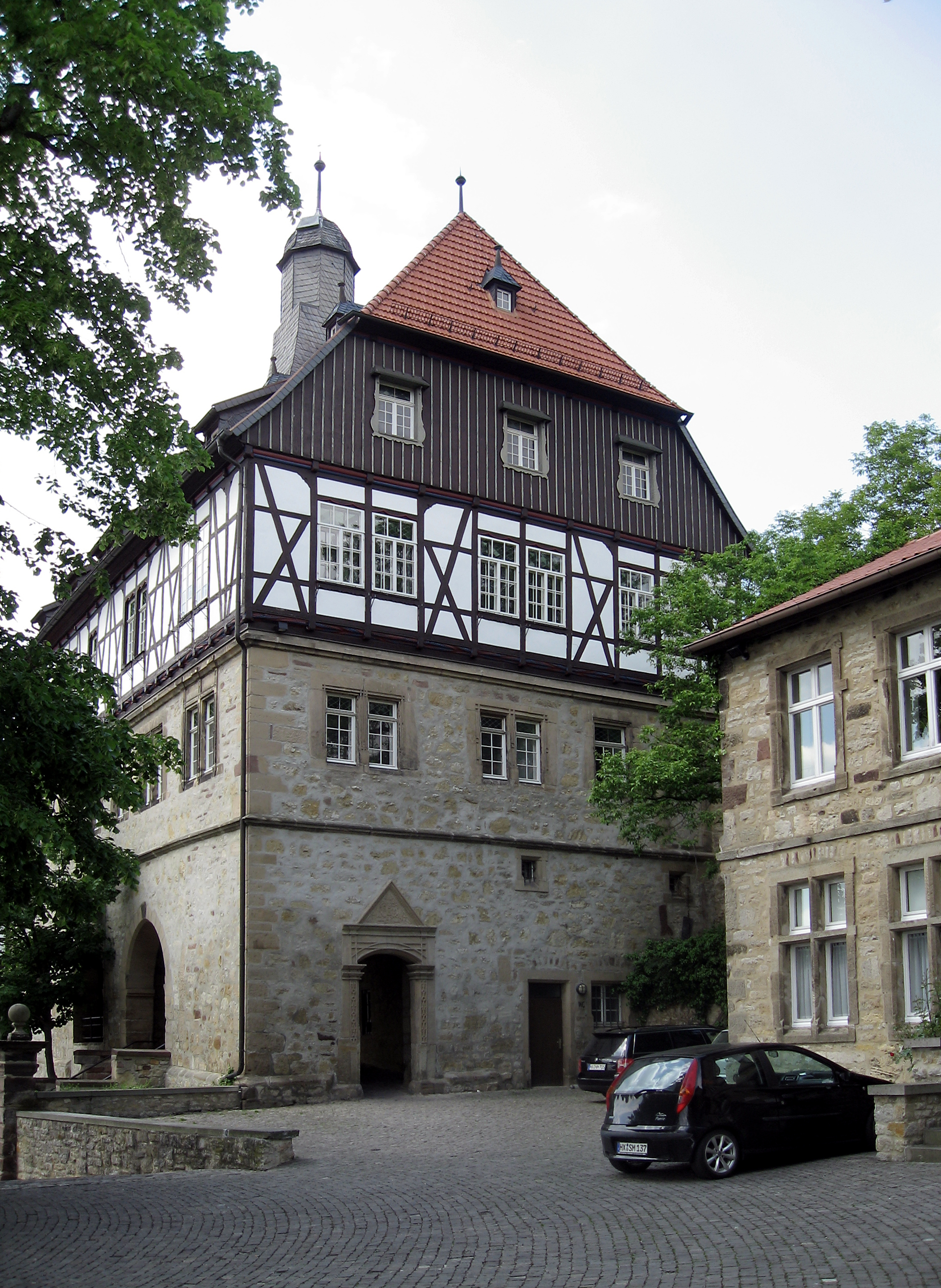
Ansicht von Osten (Altstadtseite)

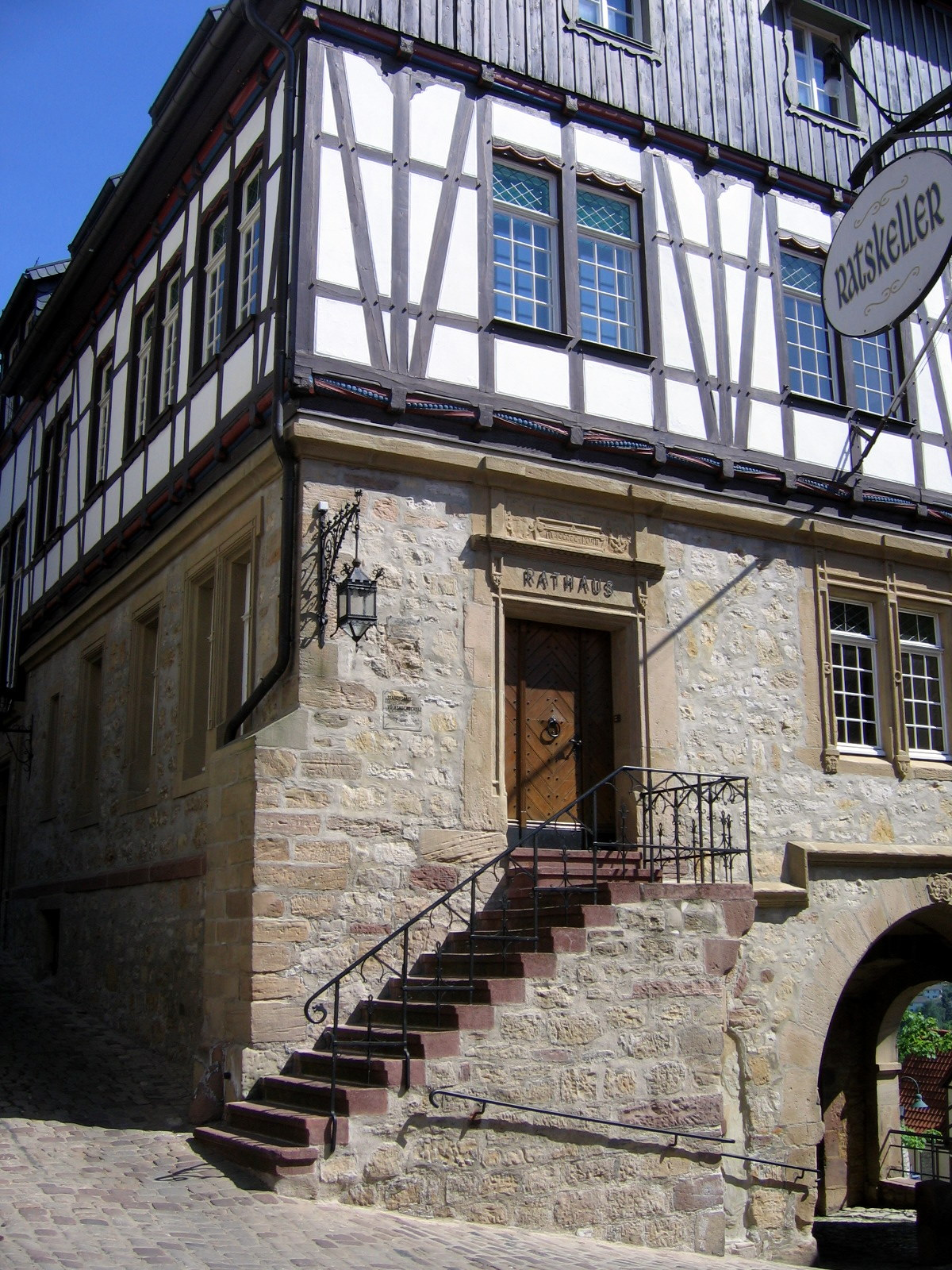
Ansicht von Westen (Neustadtseite)

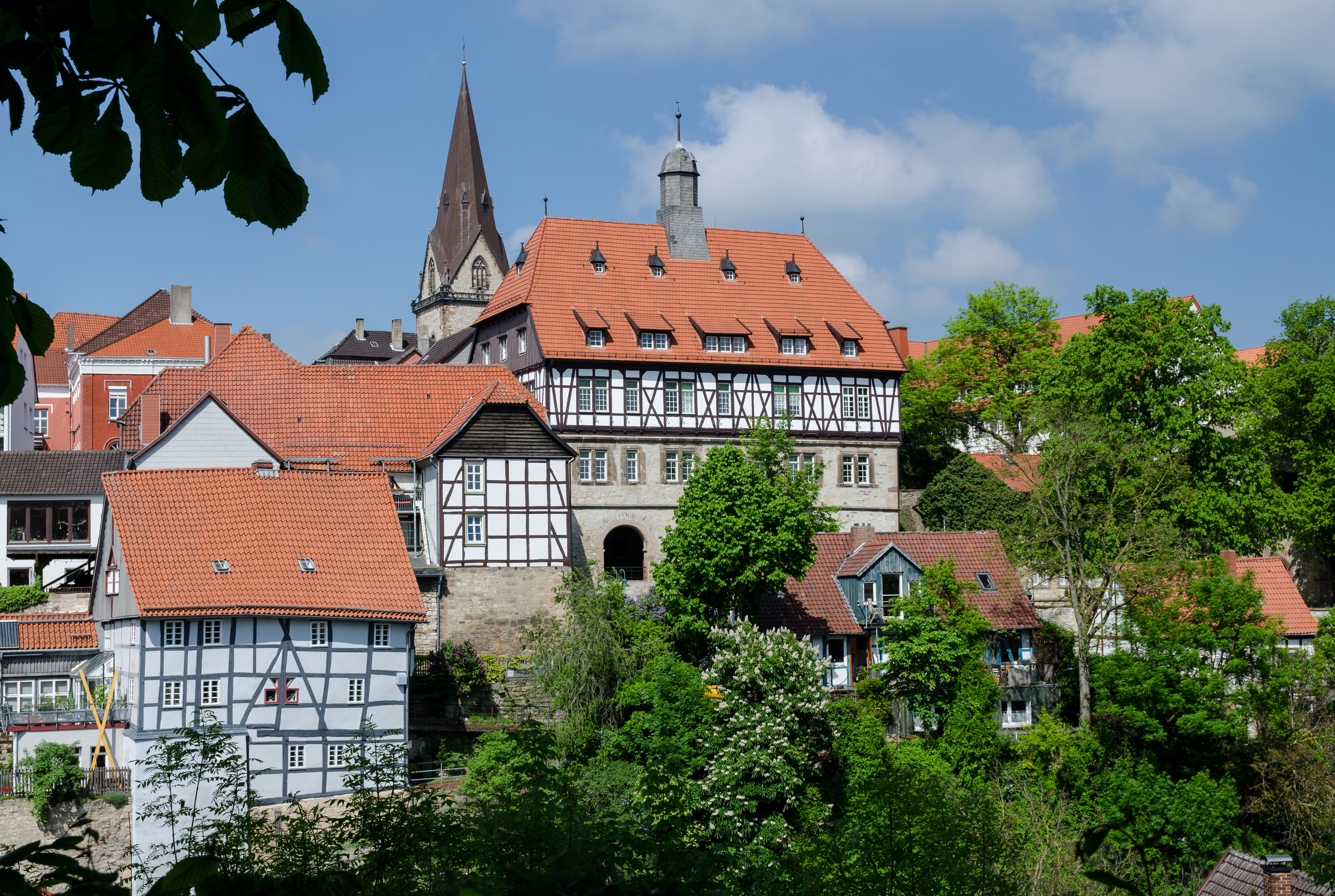
Ansicht von Südwesten

Rathaus zwischen den Städten bezeichnet das 1568 erbaute gemeinsame Rathaus der Altstadt und der Neustadt von Warburg, Kreis Höxter. Es liegt an der Straße Zwischen den Städten 9.

## Architektur und Baugeschichte
Im hohen Mittelalter bestand die Stadt Warburg aus zwei rechtlich selbständigen Städten mit jeweils eigenem Stadtrat, eigenem Marktplatz, eigener Pfarrkirche, eigener Stadtmauer und eigenem Rathaus: der im Diemeltal gelegenen Altstadt und der auf einem Bergrücken darüber gelegenen Neustadt. 1436 schlossen beide Städte sich zu einer einrätigen Stadt zusammen und vereinbarten, ihre Gerichtstage montags und donnerstags abwechselnd im Rathaus der Neustadt und dem Rathaus der Altstadt stattfinden zu lassen, „so lange wet dat de Stede eyn Rathus buwen dar en dat bequemlick sy“.
Doch erst über 120 Jahre später kam dieses gemeinsame Rathaus zustande. Um beiden Städten einen gleichberechtigten Zugang zu gewähren, wurde es anstelle des ehemaligen Liebfrauentores an der Hangkante zwischen den Städten gebaut. Mit einer Länge von 22,1 m und einer Breite von 12,9 m war es kleiner als die mittelalterlichen Rathäuser an den Marktplätzen, da es ja nur Räume für die Ratsversammlung, die Kanzlei und das Gericht aufzunehmen hatte, während die alten Rathäuser weiter als Kaufhallen genutzt werden konnten. Das Erdgeschoss wurde in dem südlichen Teil als offene, nach Westen leicht ansteigende Arkadenhalle mit drei Bögen ausgebildet, die bis ins 19. Jahrhundert der einzige Verbindungsweg zwischen den Städten war. Die Arkadenöffnungen wurden mit Bauformen aus Spätgotik (Stabwerk) und Renaissance (Groteskenfiguren, Karniesgesimsen) verziert. Im Giebeldreieck über der schmalsten und hier mit einem Segmentbogen versehenen Portalöffnung wurden die Wappen der Stadt Warburg (die Lilie) und des Hochstifts Paderborn (das Kreuz) angebracht mit der Inschrift: „WARBORCH ANNO DM MCCCCCLXVIII“ (1568). Der nördliche Teil des Erdgeschosses, durch eine Tür von der Halle und eine weitere von der Ostseite her erschlossen, beinhaltete Gefängnisräume und eine Treppe für die Besucher der Altstadtseite in das Obergeschoss.
Von der Neustadtseite wurde das Obergeschoss über eine vorgelagerte Freitreppe durch ein verziertes und ebenfalls mit Inschrift und Wappen versehenes Rechteckportal zugänglich gemacht. Das Obergeschoss, in dem sich früher der Ratssaal und die Schreibstube befanden, ist durch teils einfache, teils doppelte Rechteckfenster, die sich in unregelmäßiger Folge abwechseln, belichtet. Ihre Sandsteingewände sind mit schmalen Pilastern, Stäben, Masken und anderen Renaissanceformen verziert. Ursprünglich befand sich direkt darüber ein Krüppelwalmdach mit vorkragenden Giebeln aus Eichenfachwerk.
Mit dem Verlust des Selbstverwaltungsrechtes im Absolutismus ab 1667 verlor das Rathaus an Bedeutung und wurde anderen Bestimmungen zugeführt. Nach Besetzung des Fürstentums Paderborn durch die preußischen Truppen unter General von L’Estocq im August 1802 wurden die bischöflichen Wappen über den Portalen herausgemeißelt. 1822 wurde das Gebäude Mädchenschule, 1863 Kaserne, 1871 Lazarett und danach bis 1894 Knabenschule.
1899 wies die Ostfassade oberhalb des Portals zum Bürgerfriedhof einen mehrere Zentimeter breiten Riß auf. Von 1901 bis 1902 ließ es die Stadt nach Plänen des Kölner Architekten Eduard Endler statisch sichern, gründlich restaurieren, mit einem historisierenden Fachwerkgeschoss vergrößern und einem Dachreiter für die Rathausglocke schmücken. Dabei wurde ein neuer großer Sitzungssaal eingebaut, der mit einem großen Wandgemälde des Düsseldorfer Malers Josef Kohlschein des Jüngeren, das die Stadt Warburg im 16. Jahrhundert von der Südseite zeigt, ausgestattet wurde.
2019 wurden erneut Risse insbesondere im Bereich der Südostecke festgestellt. Der Bodengutachter Claus Schubert stellte daraufhin fest, dass diese geologische Ursprünge hätten und einer Hangzerreißung geschuldet seien. Diese führe zu einem allmählichen Absinken des Gebäudes. Eine akute Gefährdung sei jedoch nicht gegeben.

## Ähnliche Bauten
Ähnlich wie in Warburg stellen das zwischen Altstadt und Neustadt über einem Bach erbaute Rathaus in Mühlhausen sowie das in Bamberg gebaute Brückenrathaus politische Kompromisse zwischen zwei Gebietskörperschaften dar. In Mühlhausen wurde damit zwischen unterschiedlichen Marktbereichen vermittelt, in Bamberg zwischen weltlichem und geistlichem Stadtgebiet.